# Chronanthos
Chronanthos là một chi thực vật có hoa trong họ Đậu.